# Platycleis kabulica
Platycleis kabulica är en insektsart som beskrevs av Bei-bienko 1967. Platycleis kabulica ingår i släktet Platycleis och familjen vårtbitare. Inga underarter finns listade i Catalogue of Life.